# San José la Hacienda
San José la Hacienda es una localidad del estado mexicano de Guerrero. Es parte del municipio de Ayutla de los Libres.

## Toponimia
El nombre «San José» hace referencia al santo patrono de la localidad: José de Nazaret.

## Demografía
| Gráfica de evolución demográfica |
|                                  |

| Censo | Población |
| ----- | --------- |
| 1900  | 190       |
| 1910  | 155       |
| 1921  | 220       |
| 1930  | 221       |
| 1940  | 255       |
| 1950  | 532       |
| 1960  | 496       |
| 1970  | 678       |
| 1980  | 1 477     |
| 1990  | 985       |
| 2000  | 1 619     |
| 2010  | 1 706     |
| 2020  | 1 816     |